# Nehemiah Persoff
Nehemiah Persoff, född 2 augusti 1919 i Jerusalem i Brittiska Palestinamandatet, död 5 april 2022 i San Luis Obispo, Kalifornien, var en amerikansk skådespelare. 
Nehemiah Persoffs familj invandrade till USA 1929. Han började skådespela under 1940-talet och medverkade i nära 200 filmer och TV-produktioner.

## Filmografi, urval
- 1956 – Storstadsdjungel
- 1956 – Fel man
- 1957 – De heta åren
- 1959 – I hetaste laget
- 1965 – Mannen från Nasaret
- 1986 – Resan till Amerika (röst)
- 1988 – Twins
- 1991 – Resan till Amerika – Fievel i vilda västern (röst)

## Teater

### Roller
| År   | Roll  | Produktion                  | Regi       | Teater                         |
| ---- | ----- | --------------------------- | ---------- | ------------------------------ |
| 1948 | Cecil | Sundown Beach Bessie Breuer | Elia Kazan | Belasco Theatre, New York, USA |